# Buka (eiland)
Buka is een eiland van de Noordelijke Salomonseilanden en ligt iets ten noorden van het eiland Bougainville. Bestuurlijk is het eiland onderdeel van de Autonome Regio Bougainville van Papoea-Nieuw-Guinea. Het is 611 km² groot en het hoogste punt is 458 m (de Mount Bei).
De volgende zoogdieren komen of kwamen er voor:
- Thylogale browni (uitgestorven; geïntroduceerd)
- Phalanger orientalis (geïntroduceerd)
- Sus scrofa (geïntroduceerd)
- Rattus exulans (geïntroduceerd)
- Rattus praetor (fossiel; geïntroduceerd)
- Zwarte rat (Rattus rattus) (geïntroduceerd)
- Melomys bougainville
- Melomys spechti (fossiel)
- Solomys ponceleti (fossiel)
- Solomys salebrosus
- Solomys spriggsarum (fossiel)
- Melonycteris woodfordi
- Pteralopex flanneryi
- Pteropus rayneri
- Hipposideros diadema
- Miniopterus australis

1885-1919: Bismarckarchipel · Keizer Wilhelmsland · Marshalleilanden · 
1885-1899: Bougainville · Buka · 
1899-1919: Carolinen · Marianen · Nauru · Palau